# Územní plán Bělehradu (1972)
Územní plán Bělehradu vypracovaný v roce 1972 předpokládal růst metropole tehdejší Jugoslávie do roku 2000. Objevuje se také někdy pod názvem Bělehrad 2000/Beograd 2000. Představil jej předseda místního zastupitelstva, Branko Pešić. Na jeho tvorbě se podíleli architekti Aleksandar Đorđević a Milutin Glavički.
Plán byl ambiciozní a měl se oprostit od potřeby obnovy města po druhé světové válce. Předpokládal uvolnění prostoru v blízkosti řek Dunaje a Sávy pro vznik nové zástavby, přesun železniční stanice (ten byl uskutečněn nakonec až v 21. století a výstavbu metra. Příměstská železnice měla mít čtyři linky. Po zveřejnění plánu byla ustanovena kancelář pro realizaci metra.
Plán byl představen na přelomu zimy a jara 1972 jugoslávskému politickému vedení, včetně Josipa Broze Tita. Vzhledem k ekonomickému vývoji státu v 70. a 80. letech 20. století však byl realizován pouze zčásti a některé jeho vize až v 21. století, jako např. výstavba projektu Beograd na vodi nebo přesun nádraží do stanice Beograd-Prokop.